# Raving Society
Die Raving Society (auch deutsch: Ravende Gesellschaft) war Mitte der 1990er Jahre die Vision eines Gesellschaftsmodells, das die Werte der Technokultur flächendeckend auf das alltägliche und öffentliche Leben projizierte. Ausgerufen wurde die Raving Society von Jürgen Laarmann, dem Herausgeber und Chefredakteur der Zeitschrift Frontpage, und dem DJ und Produzenten WestBam, die bereits vor der Verbreitung des Begriffs gemeinsam in dem RTL-Fernsehmagazin Explosiv als Sprachrohr der Technobewegung auftraten. In einem Interview im Jahr 2013 bezeichnete Westbam die Ravende Gesellschaft als Vorläufer der Spaßgesellschaft.

## Bedeutung
Der Begriff entstand 1994, während Techno als neue Jugendkultur an Popularität gewann und innerhalb der Szene eine Euphorie und Aufbruchstimmung herrschte. Er galt derzeit als Antwort auf die Fragen um Ziele und Inhalte der Techno-Bewegung. Szeneinterne Medien waren bestrebt die gesellschaftliche und politische Bedeutung der Bewegung zu definieren und im alltäglichen Leben wiederzuerkennen. Durch den exponentiellen Anstieg der Besucherzahlen der Loveparade verfestigte sich die Utopie der Technokultur als weltweite, gesellschaftliche Leitkultur, basierend auf den der Technoszene zugeschriebenen Eigenschaften der Freude, Toleranz und Nächstenliebe, sowie dem individuellen Streben nach Glück und Vergnügen.
Dazu kommentierte WestBam:

„Für uns ist die Raving Society eine eigene Welt mit eigenen Regeln und Strukturen, die allergeilste Form von Demokratie. Für uns ist sie a higher community with a higher reality, mit einer eigenen Sprache und eigenen Feiertagen“

Die Mayday und die Loveparade wurden dabei als die offiziellen Raver-Feiertage erklärt.
Die Ravende Gesellschaft forderte „Spaß sofort und ohne Umweg“. Ziel und Ideal war eine „Gesellschaft mit lauter glücklichen Leuten, die mit ihrer Identität und Funktion zufrieden sind, genügend Spaß, gute Laune, Sex, gesundes Urteilsvermögen, hohes Selbstbewusstsein etc. haben“.
Ähnliche Ansätze gab es bereits zuvor unter dem Begriff „Rave Nation“.
Propagiert wurde die Raving Society besonders durch Projekte, an denen WestBam und Jürgen Laarmann selbst beteiligt waren, wie der Frontpage oder der Mayday, die für die Veranstaltungen am 25.–26. November 1994 The Raving Society als Motto trug. Kurzzeitig wurde auch ein Werbespot zu WestBams Album Bam Bam Bam ausgestrahlt, in welchem die „Ravende Gesellschaft“ verkündet wurde.
Interpretiert wurde der Begriff auch als das soziale Netzwerk verschiedener Akteure aus den Bereichen Musikproduktion und -vertrieb, Veranstaltung, Mode, Journalismus, Kunst und Grafikdesign, die sowohl ihr privates als auch berufliches Leben auf die Technokultur konzentrierten und somit eine Art Parallelgesellschaft bildeten.
Später fand die Bezeichnung nur noch gelegentlich von Außenstehenden als Synonym für die Technoszene Verwendung.

## Kritik
Innerhalb der Szene wurde der Gedanke der Raving Society kontrovers aufgenommen, größtenteils vom Mainstream adaptiert und vom Underground kritisiert.
Kritisiert wurde an dem Begriff „Raving Society“, dass er sich nicht auf die Ideale der Technokultur stütze, sondern lediglich als marktstrategisches Mittel kreiert wurde, um Projekte wie zum Beispiel die Mayday, die Frontpage oder das Musiklabel Low Spirit zu promoten, an denen mehrere Personen um WestBam und Jürgen Laarman direkt oder indirekt beteiligt waren.
Der DJ und Produzent Richie Hawtin kritisierte den Begriff in einem Interview als „Promo-Gag“ („Die Leute, die davon sprechen, hätten gern eine Raving Society, damit die nächsten Maydays auch noch ausverkauft sind […] Ich habe das Gefühl, daß man sich nur bemüht, den Leuten einen weiteren Anreiz zu schaffen, damit sie weiter zu den Partys laufen. Nach dem Motto: Schau, wenn du dahin gehst, gehörst du zu etwas ganz Besonderem.“)
Zudem wurde an dem Begriff kritisiert, maßgeblich zur Kommerzialisierung der Szene beigetragen zu haben.
Ein weiterer Kritikpunkt war das fundamentlose politische Konzept, welches die als einschränkend kritisierte, bürgerliche Gesellschaft lediglich abstrakt in Frage stellte, jedoch weder konkret formulierte oder direkt anging, sondern stattdessen deren, dem Underground und Idealismus gegenüberstehenden, Marktstrategien aufgriff und durch die Zusammenarbeit mit Industriekonzernen lediglich zu einer Verfestigung der bestehenden gesellschaftlichen Zustände führte. Der Weg zu einer gesellschaftlichen Revolution im Sinne der Techno-Bewegung sollte ohne politische Inhalte, einzig mit dem weiteren Zuwachs an Ravern realisiert werden.
Als Reaktion auf die als konsumorientiert und vereinheitlicht kritisierte Wertevorstellung der Raving Society, veranstaltete der Berliner Club Bunker 1994 eine Partyreihe mit dem Namen Payday und dem Motto The Raving Variety, wobei vor allem die musikalische Vielfalt und persönliche Individualität im Vordergrund stand.
Das österreichische Hardcore-Techno-Duo Ilsa Gold distanzierte sich ebenfalls von dem Begriff und lehnte nach dessen Verkündung weitere Auftritte auf den Mayday-Veranstaltungen ab.
Selbst Jürgen Laarmann gestand die Kritik des Begriffs als „Propaganda-Schlagwort“ Ende der 1990er Jahre in der Zeitschrift Groove selbst ein. („Als solches hat ‘Raving Society’ doch seinen Job gemacht, eine Mayday vollgemacht, Low Spirit ein paar Platten verkauft und jede Menge Wirbel verursacht.“)
2018 kommentierte DJ Tanith in einem Interview mit dem Tagesspiegel, der Gedanke einer Raving Society würde die Subkultur „verwässern“ und sagte: „Ich fand die Idee schon immer ziemlich bescheuert, eine ganze Gesellschaft raven zu lassen. Eine Subkultur sollte eine Subkultur bleiben, sonst geht ihr verloren, worum es eigentlich geht.“